# جنيفر ميلان
جنيفر ميلان (بالإيطالية: Jennifer Milan)‏ هي مغنية إيطالية، ولدت في 22 سبتمبر 1987.